# Grace (film, 2009)
Pour les articles homonymes, voir Grace.
Pour plus de détails, voir Fiche technique et Distribution.
Grace est un film d'horreur américano-canadien réalisé par Paul Solet, sorti en 2009.

## Synopsis
Madeline Matheson et son époux Michael attendent un heureux événement. Traumatisée par les fausses couches faites auparavant, Madeline refuse toute assistance médicale, en dehors de celle de son amie Patricia, sage femme. Mais un accident de voiture prive la jeune femme de son mari et du futur bébé à naitre. Malgré tout, elle décide de porter à terme sa grossesse. L'enfant mort-né après l'accouchement revient miraculeusement à la vie.

## Fiche technique
- Titre : Grace
- Réalisation : Paul Solet
- Scénario : Paul Solet
- Musique : Austin Wintory
- Photographie : Zoran Popovic
- Montage : John Coniglio et Darrin Navarro
- Production : Kevin DeWalt, Adam Green, Cory Neal et Ingo Vollkammer
- Société de production : ArieScope Pictures, Dark Eye Entertainment, Leomax Entertainment et Minds Eye Entertainment
- Société de distribution : Kanibal Films Distribution (France) et Leomax Entertainment (États-Unis)
- Pays :  États-Unis et  Canada
- Genre : Drame, horreur, fantastique et thriller
- Durée : 85 minutes
- Dates de sortie : 
  -  États-Unis : 14 août 2009
  -  France : 15 juin 2011 (DVD)

## Distribution
- Jordan Ladd : Madeline Matheson
- Stephen Park : Michael Matheson
- Gabrielle Rose : Vivian Matheson
- Serge Houde : Henry Matheson
- Samantha Ferris : Patricia Lang
- Kate Herriot : Shelly
- Malcolm Stewart : Docteur Richard Sohn

## Autour du film
- Grace a été présenté dans le cadre du festival Cinemadness, regroupant 4 films dans une même salle durant une semaine, afin de promouvoir une certaine idée du cinéma de genre. Il est prévu par les organisateurs de réitérer le concept trois fois dans l'année.